# Nicholas Payton

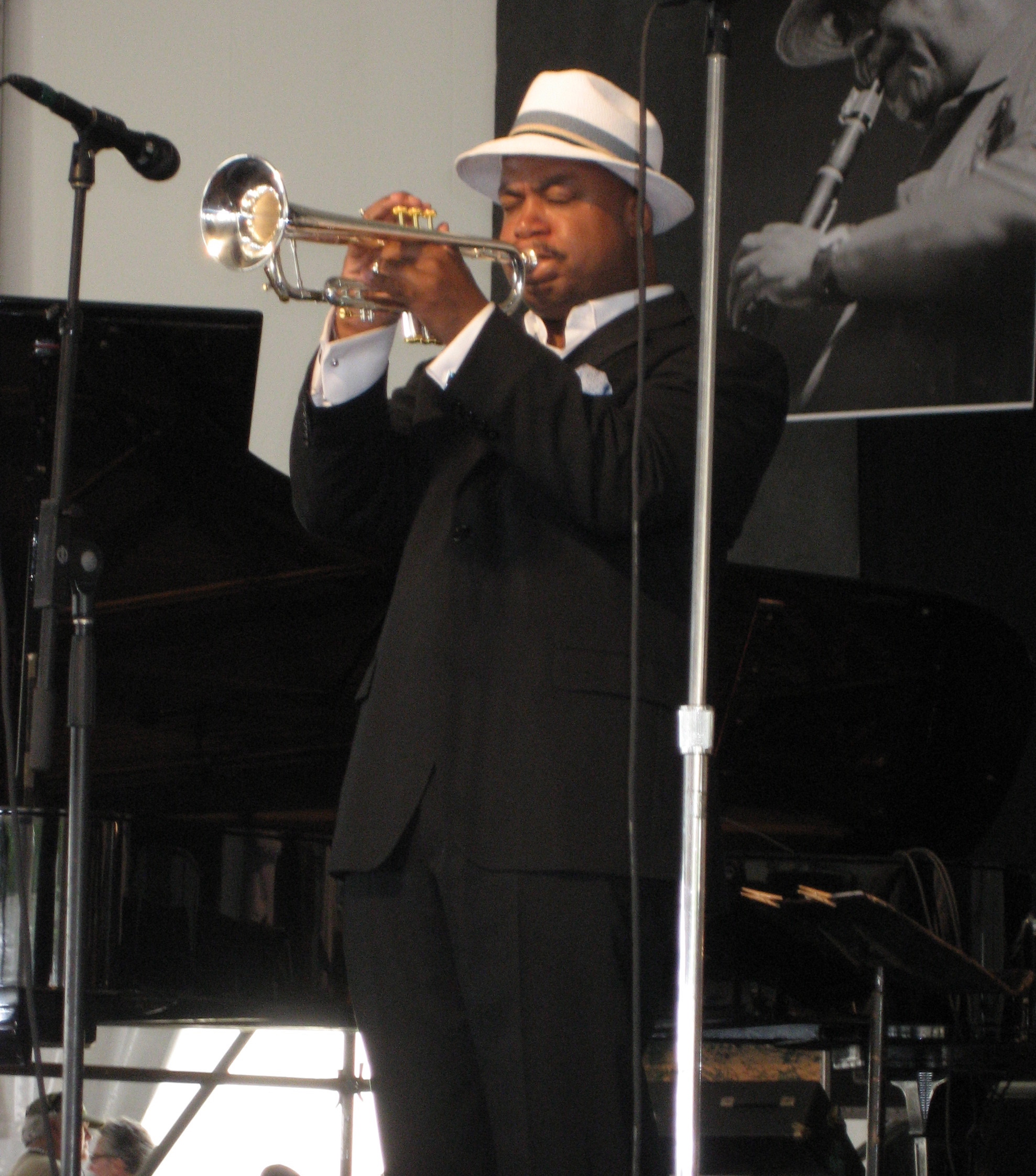
Nicholas Payton tijdens het New Orleans Jazz & heritage Festival, 2007

Nicholas Anthony Payton (New Orleans, 26 september 1973) is een Amerikaanse jazz-trompettist, -bugelist, multi-instrumentalist (onder meer piano, drums en basgitaar), componist, arrangeur en bandleider. Hij is vooral bekend geworden als neo-bop-trompettist.

## Biografie
Payton, de zoon van contrabassist en sousafonist Walter Payton, leerde vanaf zijn vierde trompet spelen. Toen hij negen was speelde hij in lokale bands, waaronder de Young Tuxedo Brass Band en drie jaar speelde en toerde hij met de "All Star Jazz Band". Ook speelde hij in de brassband van Danny Barker. Wynton Marsalis moedigde hem aan naast school semi-professioneel te spelen. Payton studeerde aan 'New Orleans Centre of Creative Arts' en aan de University of New Orleans bij Harold Battiste en Ellis Marsalis, de vader van onder meer Wynton Marsalis. Vanaf de jaren negentig speelde hij met musici als Clark Terry, Marcus Roberts, Elvin Jones, Joe Henderson en Wynton Marsalis, alsook in SF Jazz Collective (2004-2006).
In 1992 verscheen zijn eerste album als leider, bij Verve. Voor dit label maakte hij in de jaren negentig nog verschillende platen, waaronder een album met Doc Cheatham dat bekroond werd met een Grammy in de categorie 'Best Jazz Instrumental Solo'. Hierna maakte hij platen voor verschillende andere labels, in verschillende stijlen. 'Sonic Trance' voor Warner Brothers (2003) was een funkjazz-en fusion-plaat, 'Mysterious Shorter' was gewijd aan de muziek van Wayne Shorter (2006) en op 'Bitches', een plaat over een romantische relatie die uiteindelijk ten einde komt, zingt Payton. 'Bitches' bevat hiphop en r & b-elementen. In 2013 verscheen zijn eerste album op het eigen platenlabel BMF Records.
Als sideman heeft Payton meegespeeld op talloze platen, van onder meer Teresa Brewer, Carl Allen, Manhattan projects, Jimmy Smith, Milt Jackson, Daniel Lanois, Courtney Pine, Jim Cullum, Abbey Lincoln, Ray Brown, Lou Donaldson, Tim Warfield, Chick Corea, John Ellis, Dr. John, Dianne Reeves en Allen Toussaint.
Payton leidt verschillende bands, waaronder een kwintet en een bigband van 21 man, de Nicholas Payton Television Studio Orchestra.

## Jazz?
Volgens Payton is de term 'jazz' ouderwets, hij spreekt liever over 'Black American Music' (BAM) en die muziek omvat spirituals, gospels, blues, 'so-called jazz' (website Payton) en soul. Louis Armstrong was een van de eerste popsterren, aldus Payton, die zichzelf beschouwde als de 'savior of archaic pop'. Zijn muziek omschrijft Payton als 'Post-Modern New Orleans Music'. Een uitdrukking van zijn opvatting over de grote bijdrage die 'zwarte Amerikaanse muziek' heeft geleverd is de door hem gecomponeerde 'The Black American Symphony', voor kwartet en symfonieorkest. De première van dit werk had in 2012 plaats in Praag, Tsjechië.

## Discografie
- From This Moment, Verve, 1994
- Gumbo Nouveau, Verve, 1995 ('albumpick' Allmusic)
- Fingerpainting: The Music of Herbie Hancock (met Christian McBride en Mark Whitfield), Verve, 1997
- Doc Cheatham & Nicholas Payton, Verve, 1997
- Trumpet Legacy, Milestone Records, 1998
- Payton's Place, Verve, 1998
- Nick @ Night, Verve, 1999
- Trumpet Legacy (met Lew Soloff, Tom Harrell en Eddie Henderson), Milestone Records, 1998
- Dear Louis, Verve, 2001
- Sonic Trance, Warner Brothers, 2003
- Live in New York 1/24/04, Kufala Records, 2004
- Mysterious Shorter, Chesky Records, 2006
- Into the Blue, Nonesuch Records, 2008
- Bitches, In + Out Records, 2011
- BAM# Live at Bohemian Caverns, BMF Records, 2013
- Afro Carribean Mixtape, Paytone Records, 2017